# Сповідь

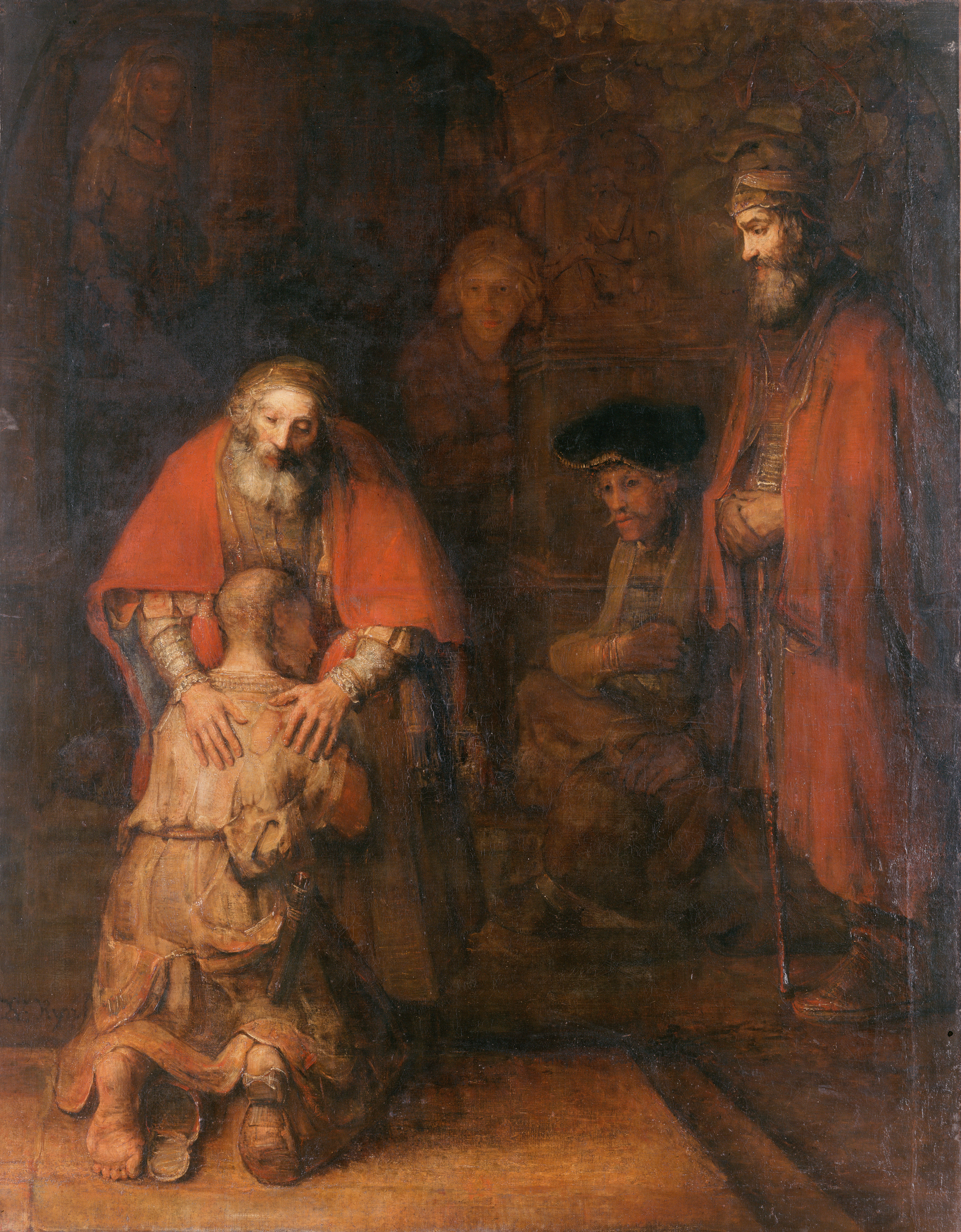
Яскраве відображення покаяння: Повернення блудного сина (Рембрандт)

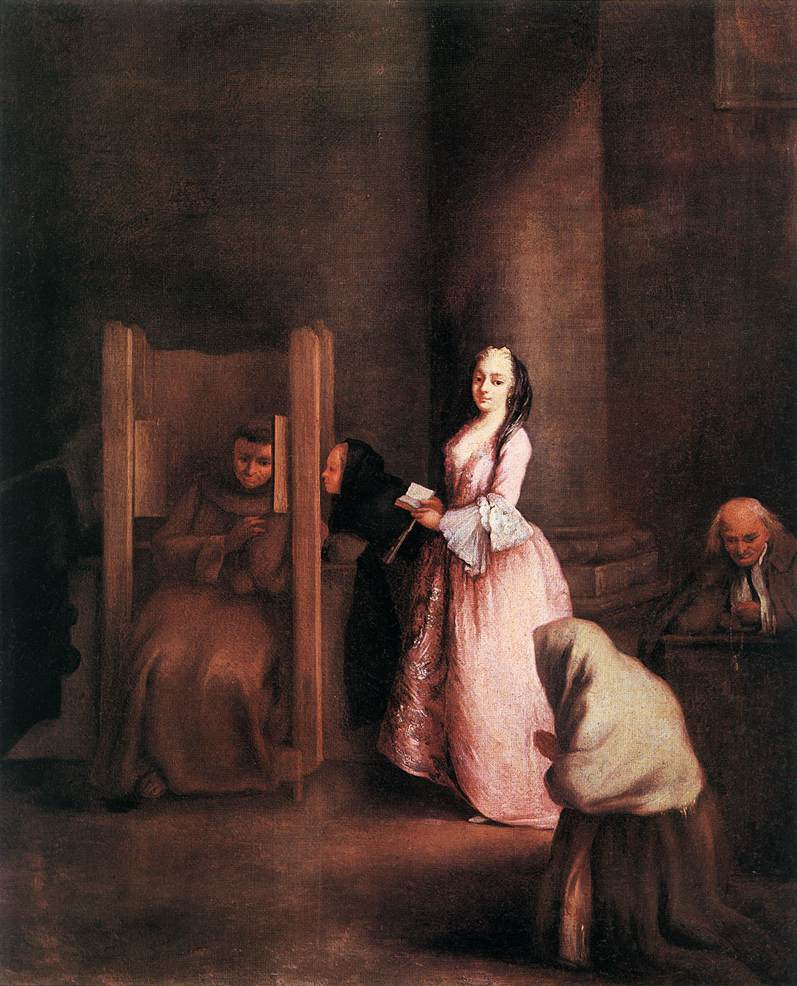
Сповідь.~1750 П'єтро Лонґі

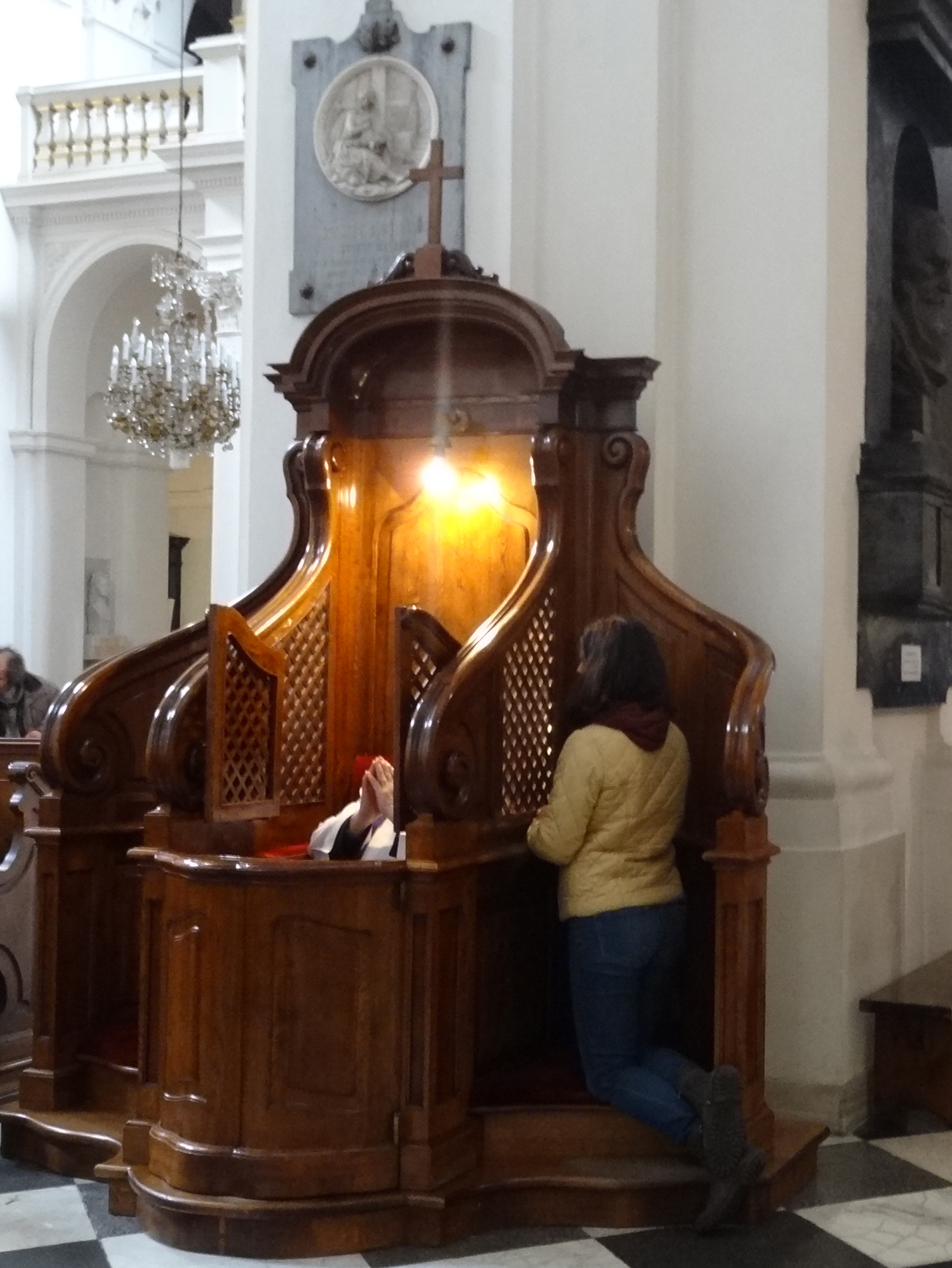
Сповідь у католицькій церкви у Варшаві: кающийся стоїть на колінах, а священик-чоловік сидить, 2023 р.

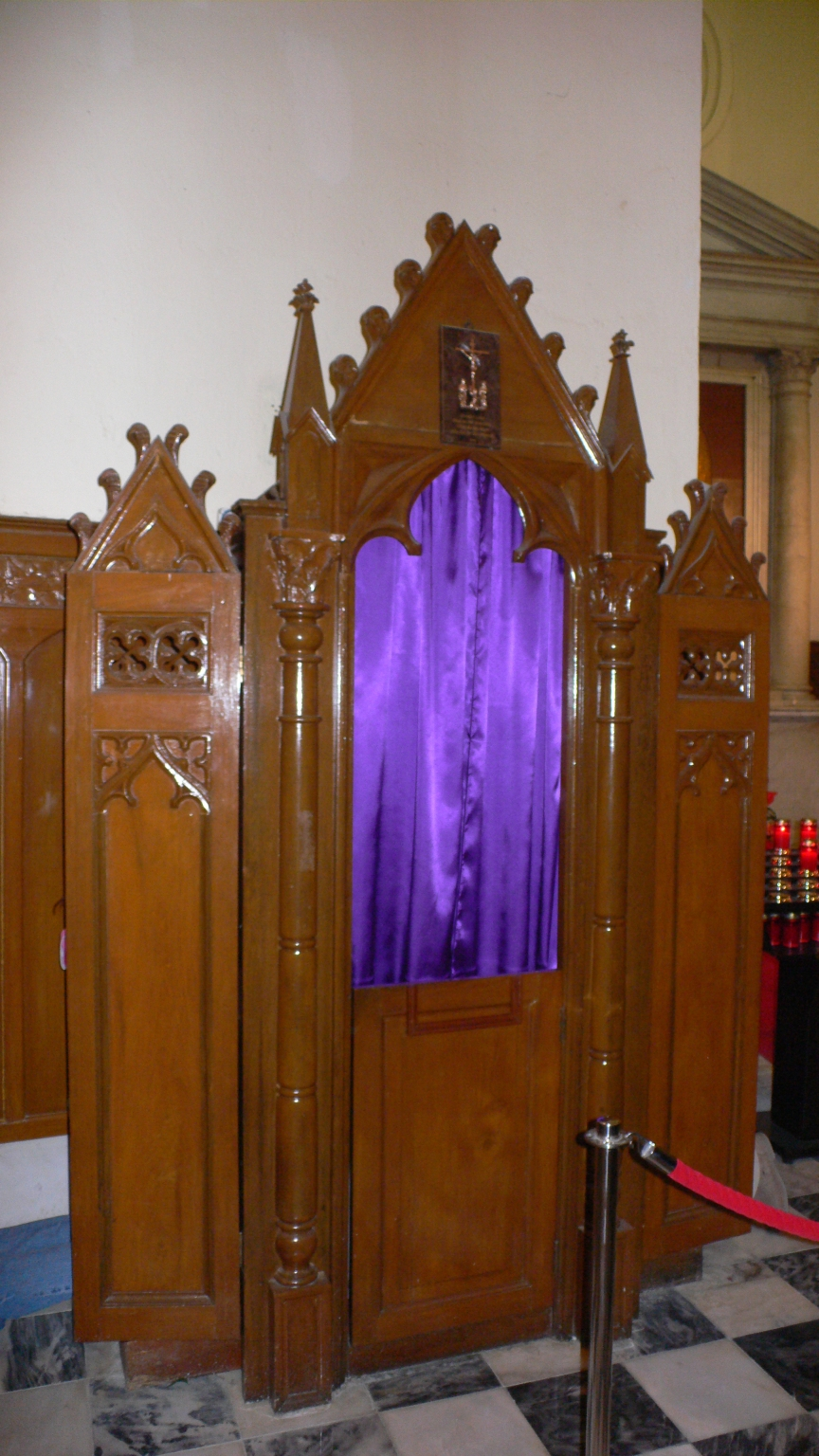
Сповідальниця у катедральному соборі Непорочного Зачаття Діви Марії в Гонконзі

Спо́відь — це відкриття своїх гріхів перед Богом у присутності священника, а каяття — це усвідомлення власних гріхів (помилок) і бажання їх виправити. Сповідь і каяття — це дві складові примирення з Богом. Господь сам дав владу Своїм учням відпускати гріхи, кажучи: «Поправді кажу вам: Що тільки зв'яжете на землі, зв'язане буде на небі, і що тільки розв'яжете на землі, розв'язане буде на небі.» (Мф 18:18). Як і віра сповідується, і гріхи теж сповідаються. Тобто, щоб посповідатися і отримати відпущення гріхів, треба їх знати, назвати і бажати виправитися.
Якщо йдется до першої сповіді, доречно взяти на допомогу духовну літературу (наприклад, «Досвід побудови сповіді» святителя Ігнатія Брянчанінова). Сповідь можна побудувати і за десятьма заповідями. Можна готуватися до сповіді, записуючі гріхи, які ви пригадаєте. Цей запис можна показати або прочитати священнику. Не розповідайте зайвих подробиць і не виправдовуйтесь, просто називайте гріхи. Підходячи до сповіді вперше, обов'язково сказати про це. Дійсно, неможливо пригадати все з 7-річного віку. Але якщо ви пригадаєте згодом, про це також можна буде сказати на сповіді. З іншого боку, головним є відчуття провини перед Богом. А Господь милостивий і вибачить навіть забуте або допоможе пригадати, якщо ви будете уважними до власного духовного життя.
Таїнство Сповіді, як і будь-яке інше Таїнство Церкви, вимагає особистої участі в ньому людини. У Таїнстві відбувається безпосередня реальна зустріч з Богом, де Господь — знавець нашого серця, через священника прощає щиро розкаяні гріхи. Сповідь не є формальним перерахуванням своїх гріхів з наступним їх пробаченням. Сповідь — це акт доброї волі, результат усвідомлення власної недосконалості, небажання жити з гріхом, бажання отримати від Бога підтримку, і тільки тоді — пробачення. А можливо це лише за умови щирого і вільного наміру кожної людини. Тому сповідування гріхів за когось, хоча б воно і мало благі наміри, не буде мати сили.

## Перед сповіддю
Для того, щоб правильно підготуватися до сповіді, потрібен постійний іспит совісті, а також перебування на самоті для міркування про свої гріхи. Сповідь повинна бути повною, точною, без самовиправдання. Треба спочатку пригадати найбільші гріхи, пристрасті і пороки, з якими треба боротися в першу чергу (наприклад, гордість, марнославство), а також гріхи проти любові, якими є осуд, злість, ворожнеча. Якщо такі гріхи присутні, вони повинні бути предметом постійного покаяння і боротьби. З цієї ж причині перед сповіддю треба примиритися з усіма, прощаючи і просячи пробачення. Потрібні молитва, піст та читання духовних книг (див.: Категорія:Християнська література). Якщо не постуєте у середу, п'ятницю та встановлені Церквою багатоденні пости, а також нерегулярно відвідуєте храм, необхідно перед сповіддю декілька днів (не менше трьох) попостувати. Якщо ви вперше йдете до сповіді, то обов'язково скажіть про це священнику, а краще прийдіть на сповідь звечора, коли звершується вечірнє богослужіння. Тоді священник зможе приділити вам більше уваги і часу, а також розповість, як гідно приготуватися до Таїнства Святого Причастя.
|                           | Бо як людям ви простите прогріхи їхні, то простить і вам ваш Небесний Отець. А коли ви не будете людям прощати, то й Отець ваш не простить вам прогріхів ваших. |
| — Матфея 6:14-15, Огієнко | |

## Смертні гріхи
Кожен гріх, як вчить Святе Письмо, своїм наслідком має смерть. Саме через порушення даної Богом заповіді, що є гріхом, до світу увійшли хвороби, страждання і смерть. Але страшнішою за фізичну смерть є смерть душі, що передбачає вічні страждання без можливості спасіння. В цьому сенсі смертними називають ті гріхи, що, за відсутності справжнього каяття та виправлення, ведуть людську душу до вічної загибелі. Найстрашніші з них — це ті, які унеможливлюють каяття або роблять людську душу несприйнятливою до дії Божественної благодаті. Смертними гріхами, перш за все, є самогубство і відкрите богоборство. Доречно згадати також слова Апостола: «Хіба ви не знаєте, що неправедні не вспадкують Божого Царства? Не обманюйте себе: ні розпусники, ні ідоляни, ні перелюбники, ні блудодійники, ні мужоложники, ні злодії, ні користолюбці, ні п'яниці, ні злоріки, ні хижаки Царства Божого не вспадкують вони!» (1 Кор. 6:9-10). Серед гріхів, що гублять людську душу, слід назвати богохульство, святотатство, крадіжку, вбивство, блуд, пияцтво, наркоманію. А також віровідступництво, єресь та розкол, особливо для розколовчителів, які свідомо вводять у оману довірливі душі. Хотілося б наголосити і на тому, що Церква, відповідно до Святого Письма, вважає смертним гріхом невиплату працівникові заробленої ним плати. Особливо якщо це веде до збагачення одних і одночасно до знедолення, зневірства та озлоблення інших.

## Примирення
Примиритися з тими, кого ми образили, або з тими, хто завдав шкоди нам, нас зобов'язує Святе Письмо, і, насамперед, Молитва Господня. Але дійсно, що робити, коли той, хто має дещо проти нас, і чути не бажає про примирення? По-перше, ми повинні наголосити на своєму бажанні примиритися. По-друге, треба безумовно примиритися зі своїм боржником у власному серці, простити йому всі образи та не бажати зла. По-третє, необхідно помолитися за людину, чиє серце перебуває у полоні ненависті, зі словами: «Спаси, Господи, і помилуй раба Твого, і прости мені мої гріхи». Можливо саме ваші необачні дії, слова або поведінка, ввели цю людину у спокусу. Шукати примирення, можливо, на деякий час треба припинити, щоб не розлютити ображену людину. При цьому необхідно знайти спосіб робити вашому боржнику таємно добро. Можливо, коли він випадково дізнається про це, його серце пом'якшиться. Але цього може і не відбутися. Головне, щиро бажати спасіння душі кожної людини, незалежно від ставлення її особисто до вас. І це буде означати, що ви дійсно простили «винуватця вашого».

## Під час сповіді
Під час сповіді важливо уникнути двох крайнощів. Перша — це коли ми буваємо настільки небагатослівними, що за нашою стислістю ховається суть скоєного. Коли узагальнюємо конкретні гріхи, та намагаємося лише формально викласти їх за допомогою широких понять. Тобто коли людина говорить, що согрішила, наприклад, неуважністю, а сказати, що ця неуважність призвела до серйозних проблем інших людей, не вважає потрібним.
З іншого боку, важливо уникати і такої багатослівності, коли людина занадто поглиблюється у незначні подробиці. Господь, Який бачить наше серце, знає наскільки щиро ми каємося. Тому хвилюватися про те, що Йому залишаться невідомі деякі деталі нашого гріха, не потрібно. Сповідь не повинна стати переказом події. Справжнє каяття — це не наші слова. Перш за все — це почуття жалю про скоєне та прагнення до поліпшення свого духовного стану та зовнішньої поведінки.
Чи можна на сповіді користуватися записами своїх гріхів?
Як і в багатьох обставинах, що трапляються у житті людини, тут потрібно дотримуватися так званої «золотої середини».
З одного боку, треба бути уважним до себе, щоб читання з паперу не формалізувало Таїнства Сповіді. Переписування з книжки і потім перелік гріхів, без жалю та глибокого осмислення їх, не принесе духовного пожитку людині. Часто буває також, що людина, не розмірковуючи, переписує з книжки назви гріхів, а сутності їх не розуміє. І робиться це лише для того, щоб, так би мовити, «про всяк випадок» не залишити гріх не сповіданим. Господь бачить нашу неправду та лукавство і навряд чи таке Покаяння буде заслугою перед Ним та користю для нас. З іншого боку, цілком зрозуміло бажання не забути на сповіді про свої гріхи через хвилювання або погану пам'ять, що буває у похилому віці. У такому випадку припустимо, щоб людина користувалася нотатками своїх гріхів. В обох згаданих ситуаціях не можна забувати про те, що до сповіді потрібно добросовісно готуватися, згадувати гріхи, жити їх подоланням. Коли людина усвідомить гріховність того чи іншого свого вчинку, буде прислуховуватися до своєї совісті, вона завжди пригадає гріх та попросить пробачення за нього перед Богом у Таїнстві Покаяння.
Православна Церква вчить про те, що усвідомлений та розкаяний гріх, через священника прощається людині Самим Господом Ісусом Христом. Для того, щоб отримати відпущення того чи іншого гріха, не залежно від його тяжкості, потрібні дві складові: викривання совісті та усвідомлене згадування гріха на сповіді. Тому, якщо людина дійсно прийшла до сповіді за покликом совісті та отримала відпущення від священника, вона більше не повинна споминати прогрішення в Таїнстві Покаяння. Воно є пробаченим Богом. Але це не означає, що про гріх взагалі можна забути. Спогад про скоєння важких гріхів народжує в душі людини спасительне переживання про власну недосконалість та почуття християнського смирення. Стосовно ж практики сповідування навіть важких гріхів від сповіді до сповіді, то її треба визнати неправильною. Для її спростування слід послатися на слова великого духовного подвижника Ігнатія (Брянчанінова), який говорить, що «коли людина декілька разів кається у одному і тому ж гріху, це є спокусою і невірою у велике Таїнство Сповіді».

## Перша сповідь дитини

Церква Успіння Пресвятої Богородиці Самбірсько-Дрогобицької єпархії УГКЦ в Дрогобичі. Сповідь учнів Дрогобицької загальноосвітньої школи І-ІІІ ступенів № 14. Травень 2012 року.

Найкращою підготовкою до першої сповіді повинна бути сімейна традиція регулярно відвідувати храм разом з дитиною, де батьки самі регулярно сповідаються та причащаються Святих Христових Тайн. Іноді батьки занадто хвилюються перед першою сповіддю дитини, намагаються розповісти все за дитину або, навіть, давати поради священнику. Цього робити не треба. Можна сказати, що сповідь — це засіб виховання дитини, але вихователем під час сповіді є Сам Господь. Сповідь — це Таїнство, тому і звершується воно благодаттю Божою. В це треба вірити і не хвилюватися. Перед першою сповіддю з дитиною можна спокійно і довірливо поговорити, але в жодному разі не лякати її пекельними муками або покаранням для грішників. Традиційно, до першої сповіді діти підходять в 7 років. Саме в цьому віці дитина починає ходити і до школи. В неї з'являється відповідальність, її дії та поведінка оцінюються вчителями. Можна сказати, що перша сповідь — це як 1 вересня для першокласників. В сім років і до Церкви дитина приходить як до школи справжнього життя, де Учитель — Христос, і де треба навчитися бути справжнім християнином. Священник і батьки — лише помічники на цьому шляху.
«Дозвольте дітям приходити до Мене», — говорить Господь (Мк. 10:14). За церковними канонами, дитина з семирічного віку вже мусить приступати до Таїнства Покаяння. Але у сповіді, як і в будь-якому іншому Таїнстві Церкві, благодатне преображення людини Божою милістю буде найбільшим, якщо той, хто приступає до нього, робитиме це свідомо і щиро. Коли дитина або підліток не має бажання сповідатися або навіть реагує на таке пропонування з боязню, агресивністю, примушувати його не слід. Треба поступово, з любов'ю та терпінням виховувати в дитині шанобливе ставлення до християнських традицій, пояснювати їй важливість церковного життя, яке не мислиться без участі в Таїнствах, найважливішими з яких є Сповідь та Причастя. Запорукою благоговійного ставлення до церковних правил та прагнення їх виконання має бути систематичне духовне виховання дитини від самих ранніх літ, а також, що не менш важливе та дійове, — особистий приклад рідних і хрещених батьків.

## Духовний отець та сповідник
Духівником можна вважати досвідченого в духовному житті священнослужителя, якого обирають (з його згоди) як керівника в справі спасіння. У духівника просять благословення й поради у важливих життєвих ситуаціях. Традиція духівництва зародилася в монастирях, однак і благочестиві християни завжди намагалися мати досвідченого духовного керівника. Особливим типом духівництва можна вважати старчество, коли до відомого старця за порадою їхали за безліч кілометрів.
Духівником єпархії або монастиря називається священнослужитель, у якого сповідаються клірики єпархії або насельники монастиря. Духівник єпархії призначається правлячим архієреєм, а духівник монастиря — архієреєм, або намісником із благословення архієрея, або обирається духовним собором монастиря з наступним благословенням в архієрея.
Сповідальним священником називають священнослужителя, що звершує Таїнство Сповіді в храмі. Він не обов'язково повинен бути духівником людині. Але при цьому чинене ним Таїнство має ту ж саму благодатну силу. Різниця між духівником та сповідальним священником у ступеню підпорядкування людиною власної волі волі священнослужителя. Не варто поспішати називати священнослужителя своїм духівником, для цього потрібно часу й обопільного духовного смирення, щоб уникнути розповсюдженого останнім часом «младостарчества».
Кожен священник у Таїнстві Рукоположення отримує благодатний дар відпускати гріхи. Всякий пастир, котрий перебуває у спілкуванні з Церквою, може приймати сповідь та Богом даною владою прощати гріхи людині, яка в них кається. Тому сповідь у різних священників ніяк не впливає на дійсність цього Таїнства. Але якщо людина постійно відвідує один і той самий храм та має можливість сповідатися в одного священника, це може бути благотворним для її духовного буття. Духовник, який добре знає проблеми конкретної людини, обізнаний в її релігійному, повсякденному житті завжди, крім сповідання, дасть ще корисну духовну пораду та направить до морального вдосконалення.

## Сповідь перед Церквою
Бог є любов, тому будь-який гріх — це злочин проти любові, він веде до розриву з Богом та іншими людьми, отже, є гріхом проти Церкви. Тому той, хто грішить, відпадає від Церкви і повинен каятися перед нею. У давні часи грішник взагалі каявся перед усією церковною громадою. Зараз сповідь приймає один священник, по молитвах якого Господь прощає висповідані гріхи і возз'єднує людину з Церквою. Боротися з гріхом — значить відкрити свою душу перед Богом і Церквою, тому що корінь гріха є самолюбне відчуження. Сповідь допомагає позбутися від хворобливої суб'єктивності; вона вимагає і самопожертви (потрібно пожертвувати, наприклад, своїм самолюбством). Крім того, розповідь про вчинений гріх, що нерідко супроводжується пекучим соромом, допомагає відсіканню гріха як гнійного наросту від здорового організму, адже подібної хвороби не вилікуєш без хірургічного втручання або припікання. Висповіданий гріх, стає далеким людині, а прихований призводить до нагноєння всієї душі.
Ми сповідаємося не для того, щоб уникнути покарання, а для того, щоб вилікуватися від гріхів, не допустити їхнього повторення. Приймаючи того, хто кається, священник звертається до нього: «Будь уважний, ти прийшов до лікарні, не піди звідси незціленим». Гріх розділяє душу, і повернути її цілісність, тобто зцілити, може тільки Божественна любов. За нею ми і приходимо до Церкви. А владу відпускати гріхи Господь дав Своїй Церкві, коли сказав Апостолам після Свого Воскресіння: «…кому відпустите гріхи, тим відпустяться, на кому зоставите, зостануться» (Ін. 20:23).

## Єпитимія
В окремих випадках священнослужитель може не відразу відпустити гріхи людині, яка сповідається. Якщо гріхи постійно повторюються або є найбільш тяжкими, вони, за рішенням духовника, можуть бути пробачені тільки після виконання особливого послуху — єпитимії. У перекладі з грецької мови це слово означає «заборону». Але за своїм духом воно є не покаранням, а церковно-виховним засобом, що має не гнітити людину, покладаючи непосильні тяготи, а затвердити в ній покаянний настрій. Єпитимія — це своєрідна пам'ятка, урок, вправа, що привчає до духовного самовдосконалення. На свій розсуд і залежно від ситуації, священник може накласти на людину деякі різновиди єпитимій, визначивши термін їх здійснювання. Це можуть бути поклони під час богослужінь або домашнього молитовного правила, додаткові молитви, піст, милостиня, духовне читання тощо.
Після того, як пройде строк приписаного послуху над людиною, яка добросовісно його виконає, священник традиційно читає особливу «розрішительну молитву».
Традиційно єпитимію, тобто духовний послух після покаяння для подолання гріха, на людину покладає священник. Він бачить, яка саме за змістом має бути єпитимія. Якщо людина духовно зріла, вона отримує один послух, якщо новоначальна у вірі — інший. Усе залежить від її готовності виконувати моральний подвиг, особистих якостей та здібностей.
Щодо покладання на себе єпитимії на свій вибір, то дійсно таке може бути. Євангеліє розповідає нам про митаря Закхея, який після того як почув, що Христос хоче прийти до нього в дім, розкаявся, пожадав виправити своє життя та дав обіцянку: скривдженим відшкодувати четверицею, а жебракам віддати половину свого маєтку.
Спасительне бажання змінити свій внутрішній стан та виправити поведінку викликає лише схвалення. Але треба пам'ятати, що в усьому має бути поміркованість та міра. Краще не давати Богові обіцянок взагалі, ніж дати, а потім не здійснити їх. Тому для того, щоб не покласти на себе занадто важку ношу, бажано порадитися зі священником, який, маючи духовний досвід, обов'язково порадить таку єпитимію, яка принесе найбільшу духовну користь.

## Храмове та повсякденне домашнє сповідування гріхів
У міру потреби церковні люди звертаються до Таїнства Покаяння. Відбувається це в храмі у присутності священника, який після того, як вислухає сповідь віруючого, читає над ним розрішительну молитву та Богом даною владою відпускає гріхи. Таке покаяння можна назвати храмовим. Але християнину так само необхідно приносити Богу й повсякденну сповідь. Вона є невід'ємною складовою нашого духовного життя і має відбуватися під час особистого вечірнього молитовного правила. Після прочитання молитов віруючий згадує гріхи дня, що минає і сердечно кається перед Богом. Між людиною та її гріхом постають совість і Сам Господь, підкріплюючи рішучість та прагнення до самовдосконалення. Усамітнена домашня сповідь — це покаянна розмова з Богом. Вона допомагає людині підготуватися до Сповіді у храмі, привчає її до самоконтролю та дозволяє своєчасно викорінювати в собі гріховні помисли й пристрасті.
За матеріалами відповідей Предстоятеля Української Православної Церкви (МП) Блаженнішого Митрополита Володимира